# Schwabbruck

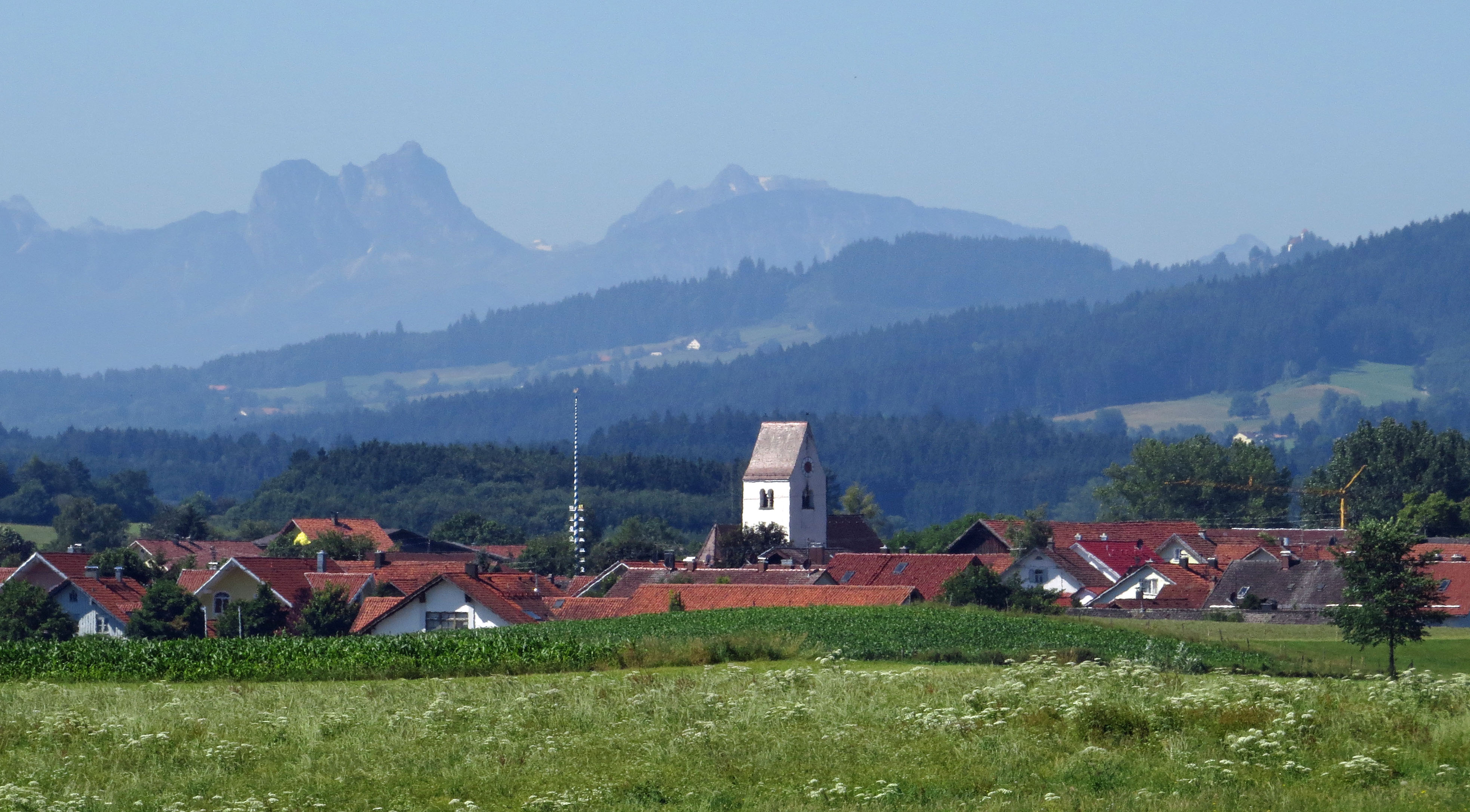
Schwabbruck von Nordosten

Schwabbruck ist eine Gemeinde im oberbayerischen Landkreis Weilheim-Schongau. Die Gemeinde ist Mitglied der Verwaltungsgemeinschaft Altenstadt.

## Geografie
Schwabbruck liegt in der Region Oberland westlich der Stadt Schongau an der Grenze zwischen Schwaben und Altbayern im Jungmoränengebiet nördlich der Allgäuer Alpen. Nördlich der Gemeinde bildet der Sachsenrieder Forst zusammen mit dem Denklinger Wald eines der größten zusammenhängenden Forstgebiete Oberbayerns.
Es gibt nur die Gemarkung Schwabbruck. Außer dem Pfarrdorf Schwabbruck gibt es keine weiteren Gemeindeteile.

## Geschichte

### Bis zur Gemeindegründung
Im 8./9. Jahrhundert wurde das Reichskloster St. Mang in Füssen mit königlichem Fiskalgut östlich von Sachsenried ausgestattet. Ab etwa 1070 war die Vogtei über das Kloster im Besitz der Welfen, die so ein geschlossenes Herrschaftsgebiet am Lechrain errichten konnten.
Der Ortsname wurde erstmals 1126 durch die Erwähnung eines welfischen  Dienstmannengeschlechtes "von Brugge" fassbar. Der Ansitz dieser Familie lag in der Flur "Brucksteller" (von Burgstall) nordwestlich des Ortes. Die Burg entstand um 1100 zum Schutz einer damals errichteten Brücke über die Schönach, nach der die Wasserburg und das Dorf benannt wurden. Der Gewässerübergang wurde im Zuge des Ausbaues der wichtigen Heerstraße zwischen Augsburg und Verona angelegt. Diese Straßenverbindung geht wahrscheinlich auf antike, vorrömische Wegeverbindungen zurück.
Bis 1716 wurde das Dorf im Vorland der Allgäuer Alpen nur Brugg, Bruck, Prugk oder ähnlich genannt. Der heutige Name "Schwabbruck" ist erst seit 1802 allgemein üblich. Die Bevölkerung nennt ihren Heimatort allerdings bis in die Gegenwart meist "Brugg".
Schwabbruck gehörte bis zur Säkularisation zum Hochstift Augsburg, das 1313 die Vogtei des Klosters Sankt Mang übernommen hatte. 1785 erlangte das Hochstift vom Kurfürstentum Bayern durch Tausch auch die Hochgerichtsbarkeit. Seit dem Reichsdeputationshauptschluss und der Säkularisation von 1803 gehört der Ort zu Bayern. Die heutige Gemeinde entstand mit dem Gemeindeedikt von 1818.

### Einwohnerentwicklung
- 1961: 0553 Einwohner
- 1970: 0635 Einwohner
- 1987: 0714 Einwohner
- 1991: 0772 Einwohner
- 1995: 0811 Einwohner
- 2000: 0829 Einwohner
- 2005: 0911 Einwohner
- 2010: 0936 Einwohner
- 2015: 0948 Einwohner

Die Einwohnerzahlen beziehen sich auf das heutige Gemeindegebiet.
Schwabbruck wuchs von 1988 bis 2008 um 234 Einwohner bzw. ca. 32 %. Zwischen 1988 und 2018 wuchs die Gemeinde von 725 auf 963 um 238 Einwohner bzw. um 32,8 %.

## Politik

### Gemeinderat
Zur Gemeinderatswahl 2020 trat ausschließlich die Dorfliste Schwabbruck an, die alle acht Sitze erhielt.

### Bürgermeister
Seit Mai 2014 ist Norbert Essich (Dorfliste Schwabbruck) Erster Bürgermeister.

### Wappen
|                         | Blasonierung: „Gespalten von Rot und Silber, darin ein Greifenlöwe in verwechselten Farben.“ |
| Wappenführung seit 1984 |                                                                                              |

### Raumordnung
Schwabbruck ist eine Mitgliedsgemeinde der die Grenzen der Regierungsbezirke Schwaben und Oberbayern überschreitenden interkommunalen Allianz „Auerbergland“.

## Bildung
2021 gab es folgende Einrichtungen:
- Kindertagesstätte: 66 genehmigte Plätze mit 51 Kindern